# Sofa Landver
Sofa Landver (hebrejsky סופה לנדבר‎, * 28. října 1949 Leningrad, Sovětský svaz) je izraelská politička a členka Knesetu za stranu Jisra'el bejtejnu. V letech 2009 až 2015 zastávala v izraelské vládě post ministryně absorpce imigrantů.

## Biografie
Narodila se v sovětském Leningradu (dnes Petrohrad v Rusku) a vystěhovala se do Izraele v roce 1979. Byla členkou ašdodského zastupitelstva, řídila Ašdodskou rozvojovou společnost a byla členkou správní rady Židovské agentury.
V roce 1996 byla poprvé zvolena do Knesetu za Stranu práce. Svůj mandát obhájila ve volbách v roce 1999 a poté sloužila od 12. srpna do 2. listopadu 2002 jako náměstkyně ministra dopravy. O poslanecký mandát přišla v roce 2003, ale poslankyní se nakonec stala ještě během tohoto funkčního období, když 11. ledna 2006 nahradila poslance Avrahama Šochata. O necelý měsíc později, 8. února, však rezignovala a byla nahrazena Ornou Angel.
Před volbami v roce 2006 vstoupila do Jisra'el bejtejnu a byla zvolena poslankyní za tuto stranu. Svůj mandát obhájila i ve volbách v roce 2009. Dne 31. března 2009 byla jmenována ministryní absorpce imigrantů. Ve volbách v roce 2013 svůj poslanecký mandát obhájila a po ustanovení nové vlády setrvala na svém dosavadním ministerském postu. Poslanecký mandát obhájila rovněž ve volbách v roce 2015. S ohledem na to, že se její strana nestala součástí vládní koalice, ji na ministerské pozici nahradil Ze'ev Elkin.
Žije v Ašdodu, je vdaná a má jedno dítě.